# 斑鳞虫
斑鳞虫（学名：Panthalis oerstedi）为蠕鳞虫科斑鳞虫属的动物。分布于北大西洋、西北非以及中国南海等海域。